# Косинские

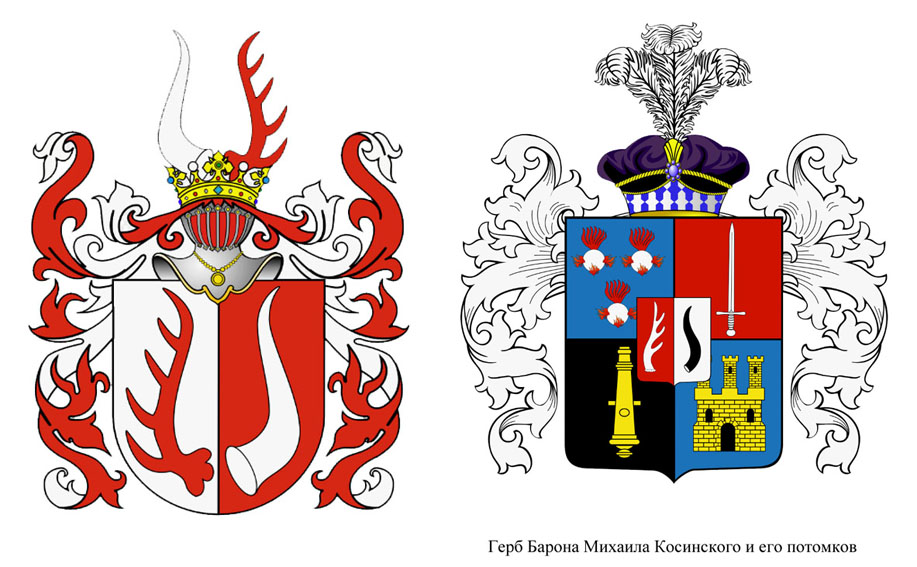
Гербы рода Рогаля

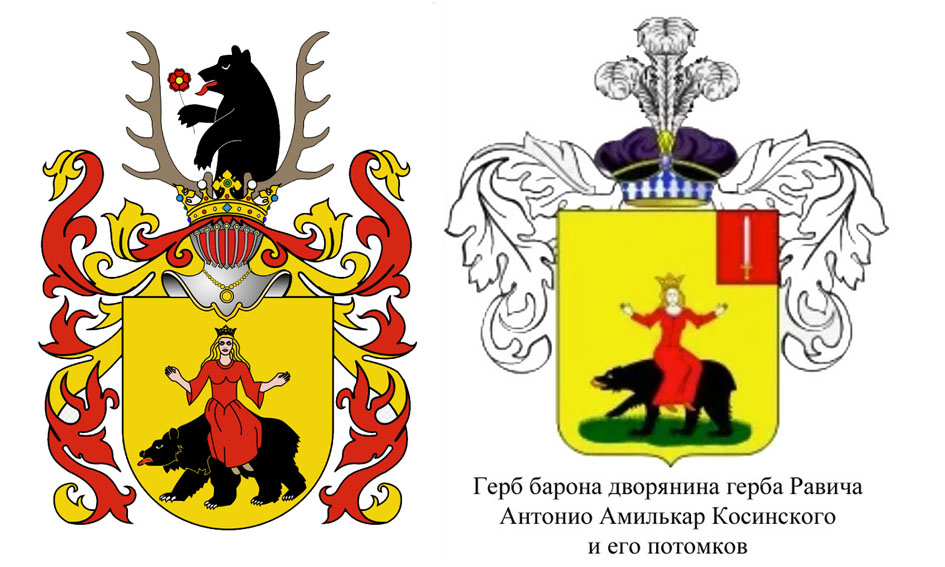
Гербы рода Равичей

Ошибочно считать всех баронов Косинских как одну совокупность родственников.
Коси́нские (Козинские, польс. Kosinski) — это польские дворянские роды разных гербов, баронский титул получили изначально два однофамильца служивших у Наполеона
1. Полковник Михал Юзеф Бартоломей  Косинский дворянин герба Рогаля удостоен Наполеоном Баронского титула 11 декабря 1813 года
2. Бригадный генерал Антонио Амилькар Косинский герба Равича удостоен Наполеоном Баронского титула 11 ноября 1813 года

Соответственно реч идет о родоначальниках двух разных родов имеющих разные гербы которые приндлежат разным потомкам, некоторые из которых впоследствии осели в России.
1. герб рода Рогаля, герб барона рода рогаля, справа верхнее изображение.
2. герб рода Равича, герб барона рода равича, изображение ниже.
3. герб который обозначен как баронов Косинских княжества литовского к предыдущим не имеет никакого отношения и расположен ещё ниже, так же нет сведений каким баронам Косинским, каких дворянских родов он принадлежал.

Одна из ветвей Косинских поселилась на Украине в конце XVI века.
Косинский Криштоф, гетман Войска Запорожского, замученный поляками в 1596 году из рода Равича и повидимому является прапрапрадедушкой Барона Антонио Амилькара Косинского (1769—1823)

Барон Косинский Михаил Осипович, организатора новгородской земской учительской школы. из рода Рогаля (1839—1883) получил титул по завещанию, от своего дяди полковника Барона Михала Юзефа Бартоломея Косинского.
Косинский Иван, выходец из Польши, нежинский полковник войска запорожского в 1656 году получил царскую грамоту на поместья в различных селах.
Фамилия встречается у представителей гербов: Рогали, Лисы, Равич. Есть даже в литовской татарской ветви.

## Нет единого описания герба для разных родов
Щит поделен крестообразно на 4 части. В первой и четвёртых частях, в красном поле, по шестиконечной звезде (данные символы нельзя называть звезда Давыда, так как в геральдике данные фигуры не употреблялись). Во второй части, в золотом поле, серебряная подкова шипами вниз, а на ней положена сабля (польский герб Заглоба). В третьей части, в золотом поле, коронованная девица в красном одеянии, с распростёртыми руками, восседающая на чёрном медведе, идущим в правую сторону (польский герб Равич). Щит увенчан коронованным дворянским шлемом с шейным клейнодом. Нашлемник: пять страусовых перьев. Намёт: красный, подложен золотом.